# Daryl Hannah
Daryl Christine Hannah (Chicago, 3 december 1960) is een Amerikaanse actrice. Ze won zowel voor Splash als Kill Bill: Vol. 2 een Saturn Award, maar zette in 1987 ook antiprijs de Razzie Award op haar naam met haar rol in Wall Street.
De blonde actrice maakte haar filmdebuut in het jaar 1978. Ze brak bij het grote publiek door toen ze in een tijdsbestek van enkele jaren zowel in Blade Runner als Splash verscheen, in behoorlijk uiteenlopende rollen. In eerstgenoemde titel was ze een rebellerende kloon van een mens en in de tweede een zeemeermin die verliefd wordt op een landbewoner. Na een aantal jaren uit de schijnwerpers geweest te zijn, kwam ze in 2003 terug met de rol van beroepsmoordenaar Elle Driver in de tweedelige film Kill Bill van Quentin Tarantino.
Hannah is ook actief als natuurbeschermer. Haar zus Page Hannah verscheen van 1981 tot en met 1994 eveneens in een tiental bioscoopfilms.
In 2018 is ze getrouwd met de Canadese singer-songwriter Neil Young.

## Filmografie
| Jaar | Titel                             | Rol                                     | Opmerkingen       |
| ---- | --------------------------------- | --------------------------------------- | ----------------- |
| 1978 | The Fury                          | Pam                                     |                   |
| 1982 | Blade Runner                      | Pris                                    |                   |
| 1982 | Summer Lovers                     | Cathy Featherstone                      |                   |
| 1983 | The Final Terror                  | Windy                                   |                   |
| 1984 | Reckless                          | Tracey Prescott                         |                   |
| 1984 | Splash                            | Madison                                 |                   |
| 1984 | The Pope of Greenwich Village     | Diane                                   |                   |
| 1986 | The Clan of the Cave Bear         | Ayla                                    |                   |
| 1986 | Legal Eagles                      | Chelsea Deardon                         |                   |
| 1987 | Roxanne                           | Roxanne Kowalski                        |                   |
| 1987 | Wall Street                       | Darien Taylor                           |                   |
| 1988 | High Spirits                      | Mary Plunkett Brogan                    |                   |
| 1989 | Crimes and Misdemeanors           | Lisa Crosley                            |                   |
| 1989 | Steel Magnolias                   | Annelle Dupuy Desoto                    |                   |
| 1990 | Crazy People                      | Kathy                                   |                   |
| 1991 | At Play in the Fields of the Lord | Andy Huben                              |                   |
| 1992 | Memoirs of an Invisible Man       | Alice Monroe                            |                   |
| 1993 | Attack of the 50 Ft. Woman        | Nancy Archer                            | Televisiefilm     |
| 1993 | Grumpy Old Men                    | Melanie                                 |                   |
| 1994 | The Little Rascals                | Miss June Crabtree                      |                   |
| 1995 | The Tie That Binds                | Leann Netherwood                        |                   |
| 1995 | Grumpier Old Men                  | Melanie Gustafson                       |                   |
| 1996 | Two Much                          | Liz Kerner                              |                   |
| 1998 | The Gingerbread Man               | Lois Harlan                             |                   |
| 1998 | The Real Blonde                   | Kelly                                   |                   |
| 1999 | My Favorite Martian               | Lizzie                                  |                   |
| 2000 | Cord                              | Anne White                              |                   |
| 2000 | Wildflowers                       | Sabine                                  |                   |
| 2001 | Jackpot                           | Bobbi                                   |                   |
| 2001 | Speedway Junkie                   | Veronica                                |                   |
| 2001 | Dancing at the Blue Iguana        | Angel                                   |                   |
| 2002 | A Walk to Remember                | Cynthia Carter                          |                   |
| 2002 | Ring of Fire                      | Celia Jones                             |                   |
| 2003 | Northfork                         | Flower Hercules                         |                   |
| 2003 | Casa de los babys                 | Skipper                                 |                   |
| 2003 | Kill Bill: Vol. 1                 | Elle Driver (California Mountain Snake) |                   |
| 2004 | Kill Bill: Vol. 2                 | Elle Driver (California Mountain Snake) |                   |
| 2004 | Silver City                       | Maddy Pilager                           |                   |
| 2006 | Keeping Up with the Steins        | Sacred Feather/Sandy                    |                   |
| 2006 | Olè                               | Maggie Granger                          |                   |
| 2006 | Love Is the Drug                  | Sandra Brand                            |                   |
| 2007 | The Poet                          | Marlene Konig                           |                   |
| 2008 | Dark Honeymoon                    | Jan                                     |                   |
| 2008 | Vice                              | Salt                                    |                   |
| 2008 | The Cycle                         | Carrie                                  |                   |
| 2009 | Shannon's Rainbow                 | Dr. Rita Baker                          |                   |
| 2010 | A Closed Book                     | Jane                                    |                   |
| 2014 | 2047: Sights of Death             | Major Anderson                          |                   |
| 2015 | I Am Michael                      | Deborah                                 |                   |
| 2015 | Skin Traffik                      | Zhanna                                  |                   |
| 2015 | Awaken                            | Mao                                     |                   |
| 2015 | Sicilian Vampire                  | Carmelina Trafficante                   |                   |
| 2017 | The American Connection           | Flora                                   | opgenomen in 2007 |
| 2017 | The Slider                        | Carol                                   |                   |
| 2018 | Papa                              | Sarah Freidman                          |                   |
| 2019 | The Sound of a Wild Snail Eating  | verteller                               | kortfilm          |
| 2019 | Undateable John                   | Rose                                    |                   |
| 2023 | Buckle Up                         | Angel                                   |                   |

- Bibsys: 7022555
- Biblioteca Nacional de España: XX1286837
- Bibliothèque nationale de France: cb13951445g (data)
- Catàleg d'autoritats de noms i títols de Catalunya: 981058518702706706
- CiNii: DA13915806
- Gemeinsame Normdatei: 12959170X
- International Standard Name Identifier: 0000 0001 2026 9638
- Library of Congress Control Number: n85376619
- MusicBrainz: bdf78874-0880-4bd5-9ae4-c44ef9ac4d6c
- Nationale Bibliotheek van Tsjechië: xx0136039
- Nationale Bibliotheek van Israël: 987007458736305171
- Nationale Bibliotheek van Polen: a0000001632511
- Nederlandse Thesaurus van Auteursnamen: 073878987
- SNAC: w6zp4cjn
- Système universitaire de documentation: 076052613
- Trove: 1196347
- Virtual International Authority File: 61737616
- WorldCat: E39PBJbM93HgbbH6JM9DjBYdcP